# Стародавнє Межиріччя

Стародавнє Межиріччя

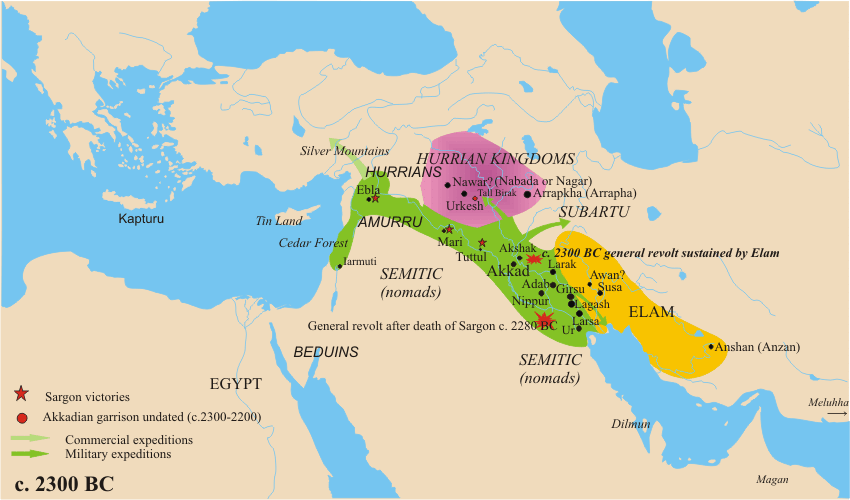
Стародавнє Межиріччя у 2300 до н. е.

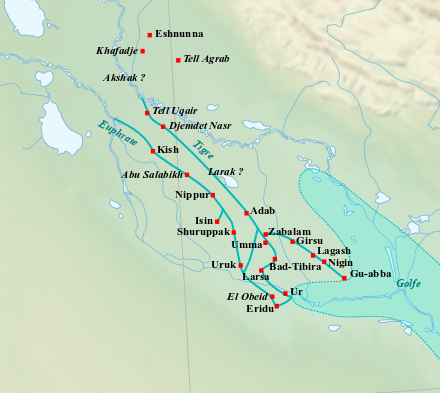
Нижнє Межиріччя

Стародавнє Межиріччя або Стародавня Месопотамія — одна з великих цивілізацій Стародавнього світу, що існувала на Близькому Сході, в долині річок Тигр і Євфрат. Умовні хронологічні рамки — з середини IV тис до н. е. (епоха Урук) по 12 жовтня 539 р. до н. е. («Падіння Вавилона»). У різний час тут існували царства Шумеру, Аккаду, Вавилонії та Асирії.

## Історія
З IV тис. до н. е. і до XIII ст. н. е. в Межиріччі знаходилися найбільші міста і міські агломерації. У Стародавньому Світі Вавилон був синонімом Світового Міста, а в Середньовіччя — Багдад. Межиріччя процвітало при ассирійському і вавилонському володарюванні, потім і при арабському пануванні.
З часів появи шумерів і до падіння Нововавилонського царства на території месопотамської низовини проживало 10% населення всієї Землі.
Це дозволило віднести Межиріччя до одного з найдавніших осередків цивілізації в 4-му — 3-му тис. до н. е., сформувати стародавні міста-держави, серед яких шумерські міста Кіш, Урук (біблійний Ерех), Ур, Лагаш, Умма, семітська місто Акшак, аморейське/шумерське місто Ларса, а також держави Аккад, Ассирія і на початку 2-го тис. до н. е. — Вавилон. Надалі територія Межиріччя входила до складу Ассирії (IX–VII ст. до н. е.), Нововавилонського царства (VII–VI ст. до н. е.).
Можливо, самим знаменним в історії Межиріччя є те, що її початок збігається з початком світової історії. Перші письмові документи належать шумерам. З цього випливає, що історія у власному розумінні почалася в Шумері і, можливо, була створена шумерами.
Однак писемність не стала єдиним визначальним чинником початку нової епохи. Найважливішим досягненням був розвиток металургії до того рівня, коли суспільство для продовження свого існування повинно було створювати нові технології. Поклади мідних руд знаходилися далеко, тому потреба в отриманні цього життєво необхідного металу призвела до розширення географічних горизонтів і зміни самого темпу життя.
Історичне Межиріччя існувало майже двадцять п'ять століть, від виникнення писемності до завоювання Вавилонії персами. Але й після цього чужоземне панування не змогло знищити культурну незалежність країни.
Грецьким за походженням словом «Месопотамія» іменується межиріччя Тигру і Євфрату. Якраз існування двох річок — Тигру і Євфрату — слід вважати основною топографічною рисою Межиріччя. Пізній розлив річок змушував людей зводити греблі, дамби, з тим щоб врятувати сходи. Крім того, в умовах спеки вода швидко випаровувалася, ведучи до засолення ґрунту. Зауважимо, що мул Євфрату далеко поступався за своєю родючості нільському, засмічуючи до того ж канали. Південна частина Межиріччя, що стала колискою месопотамської цивілізації, являла місце, де ґрунт промені палючого сонця робили твердим, як камінь, або ж він ховався під пісками пустелі. Від боліт, величезних калюж стоячої води виходила небезпека епідемій. Лев Мечников, якому належить авторство книги «Цивілізація і великі історичні річки», що вийшла у світ в Парижі в 1889 р, вважав за необхідне підкреслити, «що і тут історія відвернулася від родючих країн…, а обрала місцем зародження цивілізації оголену місцевість, мешканці якої під страхом загрози найжахливіших нещасть змушені до складного і мудрого координування своїх індивідуальних зусиль». На відміну від регулярних нільських розливів водопілля Євфрату і Тигра не відрізнялися періодичністю, що детермінувало більш значний і постійний характер людської праці у створенні іригації.
Взагалі, з точки зору Л. Мечникова, історичні річки були великими вихователями людства. «Всі ці річки володіють однією чудовою характерною рисою, здатної пояснити секрет їх видатної історичної ролі. Всі вони звертають зрошувані ними області то в родючі житниці, то в заразні болота … .Специфічне географічне середовище цих річок могло бути звернене на користь людини лише колективною, суворо дисциплінованою працею великих народних мас…». Л. Мечников вважав значущою ту думку, що причину виникнення, характер первісних установок, їх подальшу еволюцію треба вбачати не в самому середовищі, а в співвідношенні між середовищем і здатністю людей, які населяли це середовище, до кооперації та солідарності.
Масові археологічні дослідження слідів найдавніших поселень Нижнього Межиріччя свідчать про те, що в процесі вдосконалення місцевих іригаційних систем відбувалося переміщення жителів з більш ніж дрібних селищ великосімейних громад до центру номів, де розташовувалися основні храми. На початку другої чверті III тисячоліття до н. е. міські стіни стають атрибутом щільно заселених просторів навколо головних храмів.
Відповідно до ще однієї точки зору підйом цивілізації обумовлювався взаємодією осілого населення сіл і кочівників месопотамского регіону. Незважаючи на взаємну підозрілість, а то й ворожість, властиві відносинам між осілими громадами і кочівниками, останні за допомогою своїй мобільності, пастушачому способу життя займали важливе місце в житті жителів землеробських поселень, будучи потрібні для спілкування, торгівлі, розведення домашньої худоби, володіючи цінною інформацією. Постійні міграції дозволяли кочівникам бути в курсі політичних подій в різних місцях, мати відомості про наявність тих чи інших ресурсів, виступати посередниками в обміні товарами та ідеями між осілими жителями гірських районів і Месопотамської рівнини.

### Хронологія подій
- Середина IV тис. до н. е. — уруцька епоха в Південному Межиріччі, початок епохи бронзи. Складання основ шумерської цивілізації, формування номів, перші архіви господарських документів, написаних піктографічними знаками (напр. Табличка з Кіша), поглиблення соціальної нерівності, розвиток храмових господарств, протоміста, урбаністична революція, шумерські колонії у Верхньому Межиріччі (Хабуба Кабіра, Джебель Аруда), монументальні храмові споруди, циліндричні печатки та ін. У Верхньому Межиріччі — початок епохи бронзи, формування на місцевій основі протоміст (Телль Брак), шумерські колонії.
- Кінець IV — початок III тис. до н. е. — період Джемдет Наср в Південному Межиріччі. Завершення формування номової системи, поглиблення соціальної диференціації, зображення лідерів; до кінця періоду — виникнення ранніх держав і династій Шумеру.
- XXVIII — XXIV ст. до н. е. — ранньодинастичний період (скорочено: РД) в Межиріччі. Розквіт шумерської цивілізації — міста, держави, писемність, монументальні споруди, іригаційні системи, ремесло, торгівля, наука, література тощо. Підрозділяється на три етапи: РД I, РД II і РД III.
- XXVIII — XXVII ст. до н. е. — перший етап Ранньодинастичного періоду (скорочено: РД I). Розквіт архаїчного Ура. Гегемонія Кіша в Шумері. Видатні царі (лугалі) I династії Кіша — Етана, Ен-Мебарагесі. Легендарні правителі I династії Урука — Мескіанггашер (син бога Уту), Лугальбанда, Думузі.
- XXVII–XXVI ст. до н. е. — другий етап Ранньодинастичного періоду (скорочено: РД II). Поразка військ кішського царя Аггі під стінами Урука (правитель — Гільгамеш), падіння гегемонії Кіша. Вторгнення еламітів в Кі-Урі і розорення ними Кіша і воцаріння там нової (II) династії. Урук — найсильніша держава Шумеру.
- XXVI–XXIV ст. до н. е. — третій етап Ранньодинастичного періоду (скорочено: РД III). Посилення політичної нестабільності в Шумері. Піднесення і розквіт Ура; гробниці I династії. Царі Ура — найсильніші правителі Шумеру. Відокремлення Лагаша від кішської залежності, зміцнення цієї держави при Ур-Нанше. Піднесення Лагаша при Еаннатумі. Череда прикордонних воєн між Лагашем і Уммою через родючої рівнини Гуедінну. Об'єднання Ура і Урука в єдину державу. Реформи лагашського правителя Уруінімгіна і створення їм найдавніших законів. Лугальзагеси — єдиний правитель шумерських міст-держав. Війна Лугальзагеси з Уруінімгіною. Повстання східних семітів в Кі-Урі.
- XXIV–XXII ст. до н. е. — Аккадська держава в Межиріччі. Повстання східних семітів в Кі-Урі увінчалося успіхом; керівник повстання під ім'ям «Істинний цар» (Саргон) завдав поразки коаліції шумерських міст-держав і вперше в історії повністю об'єднав Шумер. Столиця Саргона з Кіша перенесена в Аккад, за назвою якого нова держава і сама область Кі-Урі стали називатися Аккадом. Зміцнення державності, боротьба з сепаратизмом при наступниках Саргона — Рімуші і Маніштушу; розквіт завойовницької політики при Нарам-Суені. Посуха, сепаратизм, економічний спад і пересування гірських племен кутіїв призводять до ослаблення Аккаду. У XXII ст. — міжусобиця, втрата самостійності і знищення Аккадського царства кутіями.
- XXII ст. до н. е. — володарювання кутіїв в Межиріччі. Піднесення II династії Лагаша; правління Гудеа і його нащадків. Повстання Утухенгаля в Уруці; повалення влади кутіїв.
- XXII–XXI ст. до н. е. — шумеро-аккадське царство (Держава III династії Ура) — найбільша держава Західної Азії. Після смерті Утухенгаля влада переходить до Ур-Намму, столицею стає Ур. «Шумерське Відродження». Правління Шульгі — розквіт Шумеро-Аккадского царства. Розквіт шумерської літератури, архітектури, мистецтва на тлі витіснення шумерської мови аккадською в розмовній мові. В кінці періоду — економічна криза, боротьба з кочівниками — амореями. Набіг еламітів в правління Іббі-Суена і крах держави.
- XX–XVI ст. до н. е.  — Старовавилонскій період в Нижньому Межиріччі. На уламках держави III династії Ура виникає кілька держав, правителі яких зберігають титул «Цар Шумера і Аккада»: це Ісін і Ларса (обидва в Шумері). Захоплення амореями месопотамских міст-держав, встановлення там аморейских династій. Найсильніші аморейські царства — Ларса (в Шумері), Вавилон (в Аккаді), Марі (у Північному Межиріччі). Піднесення Вавилона, підпорядкування їм Аккада. Боротьба вавилонських царів з Ларсою за вплив у Шумері. Розгром Ларса і об'єднання Месопотамський держав при Хаммурапі. Початок формування народності вавилонян (з шумерів, аккадців і амореїв). Бурхливий розвиток Вавилона, перетворення його в найбільше місто Межиріччя. Розквіт економіки і культури. Закони Хаммурапі. Ослаблення Вавилонського царства при наступних царях. Виникнення Приморського царства на півдні. Розгром Вавилонського царства хеттами і каситами у XVI ст.
- XX–XVI ст. до н. е. — Староассирійський період у Верхньому Межиріччі. Після падіння Шумеро-Аккадського царства незалежність отримали стародавні номи — Ніневія, Ашшур, Арбели та ін. Міжнародна торгівля через степи верхів'їв Хабура та майбутньої Ассирії. Спроби ранніх правителів з Ашшура закріпитися на торговельних шляхах — формування ассирійської держави. Піднесення Марі, вплив Хеттського царства, розселення хурритів і амореїв — криза верхньомесопотамської торгівлі. Створення аморейским вождем Шамші-Адад I Шамші-Ададом I великої держави зі столицею в Шубат-Енлілі (так звана «Староассирійська держава»); підпорядкування їм значної частини Верхнього Межиріччя. Ослаблення держави при наступниках Шамші-Ад'ада і підпорядкування цих земель Вавилоном. Формування народності давніх ассирійців на основі аккадомовного населення та інших семітів Верхнього Межиріччя.
- XVI–XI ст. до н. е. — Середньовавилонський або каситський період в історії Нижнього Межиріччя. Захоплення Вавилонії каситами і відродження ними царства Хаммурапі в межах Нижнього Межиріччя. Розгром Примор'я. Розквіт при Бурна-Буріаші II. Дипломатичні відносини з Єгиптом і Хеттським царством. Ослаблення централізації Вавилонії. Переселення нової хвилі семітомовних кочівників — арамеїв. Занепад Вавилонії.
- XVI–XI ст. до н. е. — Середньоассирійський період в історії Верхнього Межиріччя. Консолідація хурритського світу, піднесення держави Мітанні. Протиборство Мітанні, Хеттського царства, Вавилонії і Єгипту на Близькому сході. Ослаблення Мітанні. Перше піднесення Ассирії; перетворення її на велику регіональну державу (при Тиглатпаласарі I). Раптовий занепад Ассирії в результаті вторгнення арамеїв.
- Рубіж II–I тис. до н. е. — Катастрофа бронзової доби на Близькому Сході. Занепад всіх значущих держав, пересування численних племен — арамеїв, халдеїв, «народів моря» і т. д. Закінчення епохи бронзи і початок залізної доби. Початок арамеїзації Межиріччя; арамейська мова і її діалекти починають витісняти аккадску з розмовної мови.
- X–VII ст. до н. е. — Новоассирійський період у Верхнього Межиріччя. Економічний і військово-політичний підйом Ассирії на тлі занепаду її сусідів (друге піднесення Ассирії). Завойовницька політика  Ашшурнацірапала II і Салманасара III. Тимчасовий занепад Ассирії (кінець IX — перша половина VIII). Реформи Тіглатпаласара III і початок третього піднесення Ассирії; розгром північно-сирійських держав, об'єднання Межиріччя, приєднання частини Мідії. Саргон II, Сінаххеріб, Асархаддон: Ассирія — перша «світова імперія»; приєднання Єгипту. Ашшурбанапал: придушення повстань, громадянська війна і розпад асирійської держави. Після смерті Ашшурбанапала: війна з Вавилоном, Мідією і скіфськими племенами; знищення асирійської держави. Корінна територія Ассирії входить до складу Мідійської держави.
- X–VI ст. до н. е. — Нововавилонський період в Нижньому Межиріччі. Проникнення арамеїв і халдеїв в країну; криза вавилонської державності. Унія з Ассирією (Тіглатпаласар III — перший єдиний цар Ассирії та Вавилону). Зміцнення халдеїв в Нижнього Межиріччя, халдейські правителі у Вавилоні. Синаххериб і жорсткість політики по відношенню до Вавилонії. Повстання проти Ассирії і руйнування Вавилона. Відновлення Вавилона Асархаддоном. Заколот Шамаш-шум-укіна. Поновлення боротьби Вавилонії за незалежність. Розпад і загибель асирійської держави. Набопаласар — перший цар нового незалежного Вавилона. Створення Нововавилонської держави. Навуходоносор II. Економічний, політичний і культурний розквіт держави. Вавилон — найбільший місто світу; перший мегаполіс. Внутрішньополітична боротьба після смерті Навуходоносора II. Набонід і боротьба зі жрецтвом. Війна з Перською державою і перехід опозиції Набоніда на бік ворога. Битва при Описі. Війська Кіра II без бою вступають в Вавилон.
- 12 жовтня 539 р до н. е.- перські війська займають Вавилон. Кінець історії Стародавнього Межиріччя як політично самостійного регіону.

### Створення іригації
Ця країна, відокремлена від решти Передньої Азії ледь прохідними пустелями, почала заселятися ще приблизно в VI тисячолітті до н. е. Протягом VI–IV тисячоліть племена, що тут мешкали, жили вкрай бідно: ячмінь, який висівали на вузькій смузі землі між болотами і випаленою пустелею і зрошуваний нерегульованими і нерівномірними розливами, приносив невеликі і нестійкі врожаї. Краще вдавалися посіви на землях, які зрошувалися каналами, відведеними від невеликої річки Діяли, припливу Тигра. Лише в середині IV тисячоліття до н. е. окремі групи громад впоралися зі створенням раціональних осушительно-зрошувальних систем в басейні Євфрата.
Басейн нижнього Євфрату — обширна плоска рівнина, обмежена зі сходу річкою Тигр, за якою тягнуться відроги Іранських гір, а із заходу — обривами Сирійсько-Аравійської напівпустелі. Без належних іригаційних і меліораційних робіт ця рівнина місцями являє собою пустелю, місцями — болотисті мілководні озера, облямовані заростями величезних очеретів, що кишать комахами. В даний час пустельна частина рівнини пересічена валами викидів від копки каналів, і якщо канал — діючий, то уздовж цих валів ростуть фінікові пальми. Подекуди над плоскою поверхнею підносяться глинисті пагорби — теллі і зольні — ішани. Це руїни міст, точніше, сотень співіснувавших послідовно на одному і тому ж місці серцевих цегляних будинків і храмових башт, очеретяних хатин і глинобитних стін. Проте в давнину тут ще не було ні пагорбів, ні валів. Болотисті лагуни займали набагато більше простору, ніж нині, простягнувшись поперек усього нинішнього Південного Іраку, і лише на крайньому півдні траплялися ниці безлюдні острови. Поступово мул Євфрату, Тигру і протікаючих з північного сходу еламських річок (Керхе, Карун і Діз; в давнину вони теж впадали в Перську затоку, як і Тигр з Євфратом, але під кутом 90 градусів до останніх) створили наносний бар'єр, що розширив до півдня територію рівнини кілометрів на 120. Там, де раніше болотисті лимани вільно сполучалися з Перською затокою (це місце називалося в давнину «Горьким морем»), тепер протікає річка Шатт-ель-Араб, в якій нині зливаються Євфрат і Тигр, що мали раніше кожна своє гирло і свої лагуни.
Євфрат у межах Нижнього Межиріччя поділявся на кілька русел. З них найважливішими були західне, або власне Євфрат, і більш східне — Ітурунгаль; від останнього до лагуни на південному сході відходив канал І-Ніна-гена. Ще на схід протікала річка Тигр, але берега її були порожні, крім того місця, де в неї впадав приплив Діяла.
Від кожного з головних русел в IV тисячолітті до н. е. було відведено кілька менших каналів, причому за допомогою системи гребель і водосховищ вдавалося на кожному затримувати воду для регулярного зрошення полів протягом усього вегетаційного періоду. Завдяки цьому відразу зросли врожаї і стало можливе накопичення продуктів. Це, в свою чергу, призвело до другого великого розподілу праці, тобто до виділення спеціалізованих ремесел, а потім і до можливості класового розшарування, а саме до виділення класу рабовласників, з одного боку, і до широкої експлуатації підневільних людей рабського типу і рабів — з іншого.
При цьому треба зауважити, що надзвичайно важка праця з будівництва та розчищення каналів (як і інші земляні роботи) виконувався в основному не рабами, а общинниками в порядку повинності; кожен вільний дорослий витрачав на це в середньому місяць-два на рік, і так було протягом всієї історії стародавнього Межиріччя. Основні землеробські роботи — оранку і сівбу — також вели вільні громадяни. Лише знатні люди, обрані владою і займали посади, які вважалися суспільно важливими, особисто в повинностях не брали участь, землю не орали.
Масове обстеження археологами слідів найдавніших поселень Нижнього Межиріччя показує, що процес поліпшення місцевих меліоративно-іригаційних систем супроводжувався зселення жителів з розрізнених дрібних селищ великосімейних громад до центру номів (одиниці адміністративного поділу), де знаходилися головні храми з їх багатими зерносховищами і майстернями. Храми були центрами збору номів запасних фондів; звідси ж за дорученням управління храмів в далекі країни відправлялися торгові агенти — тамкари — обмінювати хліб і тканини Нижнього Межиріччя на ліс, метали, рабинь і рабів. На початку другої чверті III тисячоліття до н. е. щільно заселені простори навколо головних храмів обносять міськими стінами. Близько 3000 — 2900 рр. до н. е. храмові господарства стають настільки складними і великими, що знадобився облік їх господарської діяльності. У зв'язку з цим зароджується писемність.

### Виникнення писемності
Шумери створили першу систему писемності в осяжній історії людства. Вона називається клинопис.
Історія створення клинопису документально простежується в Межиріччі від значків-малюнків до знаків, що позначають склади мови і абстрактні поняття. Спочатку письмо в Нижньому Межиріччі виникало як система об'ємних фішок або малюнків. Малювали на пластичних плитках з глини кінцем очеретяної палички. Кожен знак-малюнок позначав або сам зображений предмет, або будь-яке поняття, пов'язане з цим предметом. Наприклад, небосхил, закресленний штрихами, означав «ніч» і тим самим також «чорний», «темний», «хворий», «хвороба», «темнота» тощо. Знак ноги означав «йти», «ходити», «стояти», «приносити» тощо. Граматичні форми слів не виражалися, та це було й не потрібно, так як звичайно в документ вносилися тільки цифри і знаки обчислюваних об'єктів. Правда, складніше було передавати імена одержувачів предметів, але й тут на перших порах можна було обійтися найменуванням їх професій: горн позначав мідника, гора (як знак чужої країни) — раба, тераса (?) (може бути, рід трибуни) — вождя-жерця тощо. Але скоро стали вдаватися до ребусів: знак гирі поруч зі знаком ноги підказував читання — «йде», а знак купи — ба — поруч з тим же знаком підказував читання губа — «стоїть» тощо. Іноді ребусним способом писали й цілі слова, якщо відповідне поняття важко було передати малюнком; так, га («повертати, додавати») позначалося знаком «очерету» гі. Процес створення писемності відбувався приблизно з 4000 до 3200 рр. до н. е. Минуло не менше 400 років, поки письмо з системи чисто нагадуваних знаків перетворилося на впорядковану систему передачі інформації в часі і на відстані. Це сталося близько 2400 до н. е.
До цього часу через неможливість швидко проводити по глині криволінійні фігури без задирок, знаки перетворилися вже просто в комбінації прямих рисок, в яких важко було впізнати первинний малюнок. При цьому кожна рисочка через натиски на глину кутом прямокутної палички отримувала клиноподібний характер; внаслідок цього таке письмо називається клинописом. Кожен знак в клинописі може мати кілька словесних значень і кілька суто звукових (зазвичай говорять про складові значеннях знаків, але це невірно: звукові значення можуть означати і півсклада, наприклад, склад боб можна написати двома «складовими» знаками: Бааб; значення буде те ж, що і при одному знакові баб, різниця — в зручності заучування і в економії місця при написанні знаків, але не в читанні). Деякі знаки могли бути також і «детермінативами», тобто нечитабельними знаками, які тільки вказують, до якої категорії понять відноситься сусідній знак (дерев'яні або металеві предмети, риби, птиці, професії тощо); таким чином полегшувався правильний вибір читання з декількох можливих.
Вивчення мови деяких пізніших клинописних написів (приблизно з 2500 до н. е.) і згадування в написах (приблизно з 2700 до н. е.) власних імен показало вченим, що вже в той час в Нижньому Межиріччі жило населення, що говорило (а пізніше і писало) на двох зовсім різних мовах — шумерській і східносемітській. Шумерська мова з її химерною граматикою не споріднена жодній зі збережених до наших днів мов. Східносемітська мова, яка пізніше називалася аккадською або вавилоно-ассирійською, відноситься до семітської гілки афразійської сім'ї мов. Як і ряд інших семітських мов, вона вимерла до початку нашої ери. До афразійської сім'ї (але не до семітської її гілки) належала також давньоєгипетська мова, в неї і понині входить ряд мов Північної Африки, аж до Танганьїки, Нігерії і Атлантичного океану.
Раніше IV тисячоліття до н. е., в долині Тигру і Євфрату ще жило населення, що говорило на сино-кавказьких мовах. Після опустелювання саван Сахари і Аравійського півострова в IV тисячолітті до н. е. кочові народи, що говорили на афроазійських мовах, заселяють дельту Нілу, а пізніше — Левант і Межиріччя. До середньої течії Тигра освоюються одночасно семіти і шумери. Верхня течія неодноразово заселяли середньоазіатські кочівники. Більшість сучасних жителів Межиріччя генетично походять з Вірменського нагір'я. Хуррити і хетти залишили численні писемні пам'ятки на півночі Межиріччя. Хуррити, імовірно, були носіями сино-кавказьких прислівників, хеттська — найдавніша письмова індоарійська мова, запозичила шумерський клинопис.
Що стосується найбільш древніх месопотамських письмових текстів (приблизно з 2900 до 2500 до н. е.), то вони, безсумнівно, написані виключно шумерською мовою. Це видно з характеру ребусного вживання знаків: очевидно, що якщо слово «очерет» — гі збігається зі словом «повертати, додавати» — гі, то перед нами саме та мова, в якому існує такий звуковий збіг, тобто шумерська. Все ж, мабуть, населення південної частини Межиріччя приблизно до 2350 року говорило в основному шумерською, в той час як у центральній і північній частині Нижнього Межиріччя поряд з шумерською звучала також і східносемітська мова, у Верхньому Межиріччі переважала хурритська.
Між людьми, що говорили на цих таких різних між собою мовах, судячи з відомих даних, етнічної ворожнечі не було. Очевидно, в той час люди ще не мислили такими великими категоріями, як одномовні етнічні масиви: і дружили між собою, і ворогували більш дрібні одиниці — племена, номи, територіальні громади. Всі жителі Нижнього Межиріччя називали себе однаково — «чорноголовими» (шумерською санг-нгіга, аккадською цальмат-каккаді), незалежно від мови, якою кожен говорив.
Оскільки історичні події настільки древнього часу нам невідомі, історики користуються для підрозділу найдавнішої історії Нижнього Межиріччя археологічною періодизацією. Археологи розрізняють протописемний період (2900–2750 рр. до н. е., з двома підперіодами) і ранньодинастичний період (2750–2310 рр. до н. е., з трьома підперіодами).
Від протописеменого періоду, якщо не вважати окремих випадкових документів, до нас дійшли три архіви: два (один старший, інший молодший) — з м Урук (нині Варка) на півдні Нижнього Межиріччя і один, сучасний пізнішому з уруцьких, — з городища Джемдет-Наср на півночі (давня назва міста невідома).
Зауважимо, що письмова система, що застосовувалася в протописемений період, була, незважаючи на свою громіздкість, абсолютно тотожною на півдні і на півночі Нижнього Межиріччя. Це говорить на користь того, що вона була створена в одному центрі, досить авторитетному, щоб тамтешній винахід було запозичено різними номовоми громадами Нижнього Межиріччя, хоча між ними не було ні економічної, ні політичної єдності і їх магістральні канали були відокремлені один від одного смугами пустелі. Цим центром, мабуть, було місто Ніппур, розташоване між півднем і північчю Нижньоєвфратської рівнини. Тут знаходився храм бога Енліля, якому поклонялися всі «чорноголові», хоча кожен ном мав і власну міфологію і пантеон. Ймовірно, тут був колись ритуальний центр шумерського племінного союзу ще в додержавний період. Політичним центром Ніппур небув ніколи, але важливим культовим центром він залишався довго.

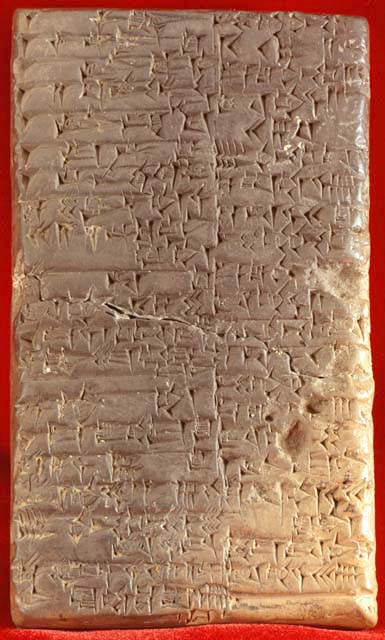
Клинописна табличка
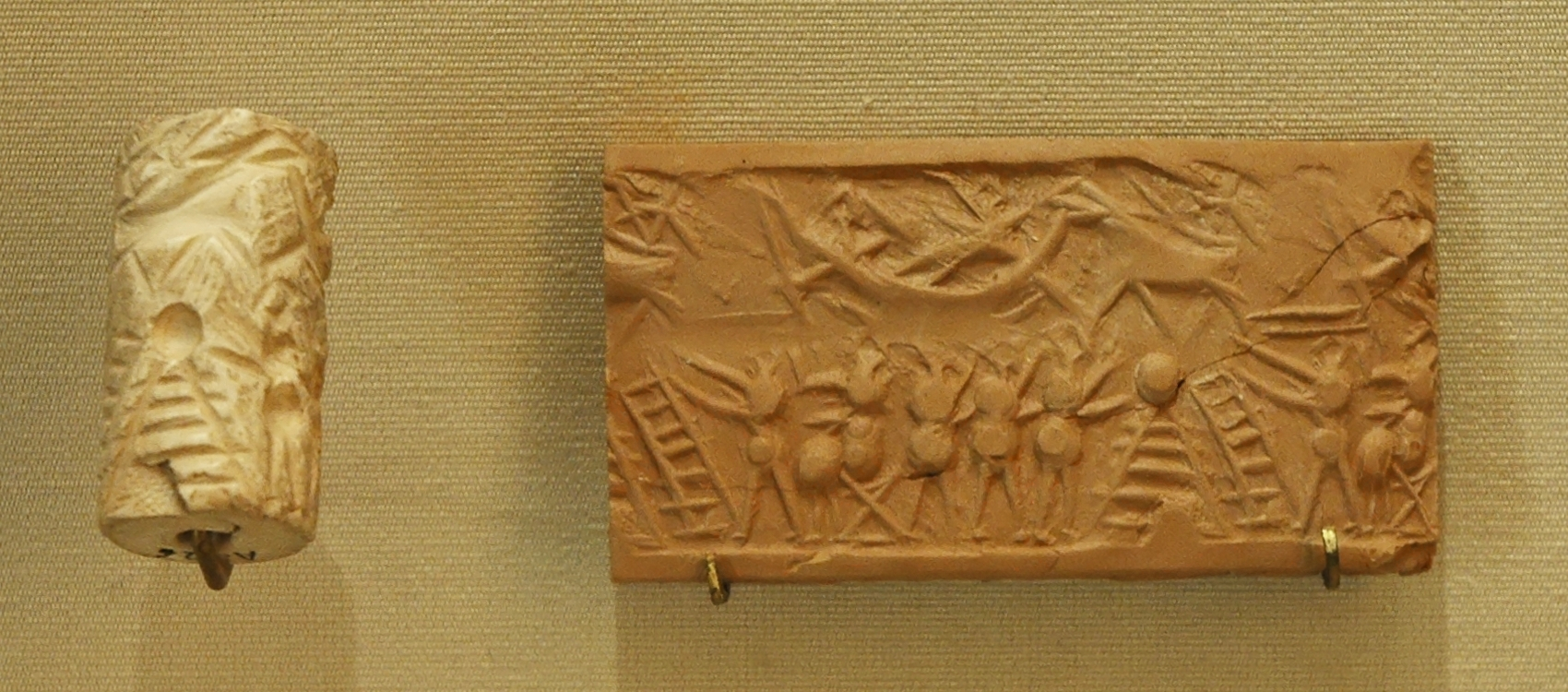
Циліндрична печатка та її зліпок
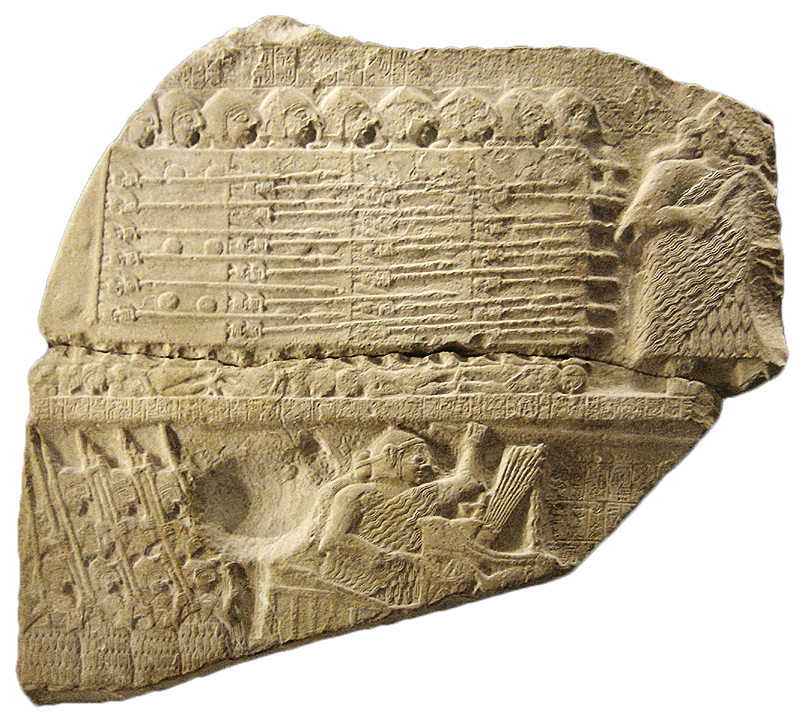
Лагашський правитель Еанаатум на чолі війська. Верхня частина так званої “Стели коршаків”, середина ХХІІІ ст до н.е. (Лувр, Париж)
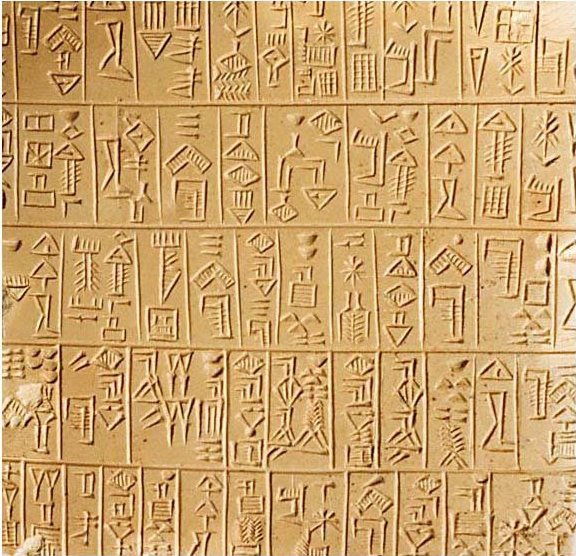
Шумерський клинопис
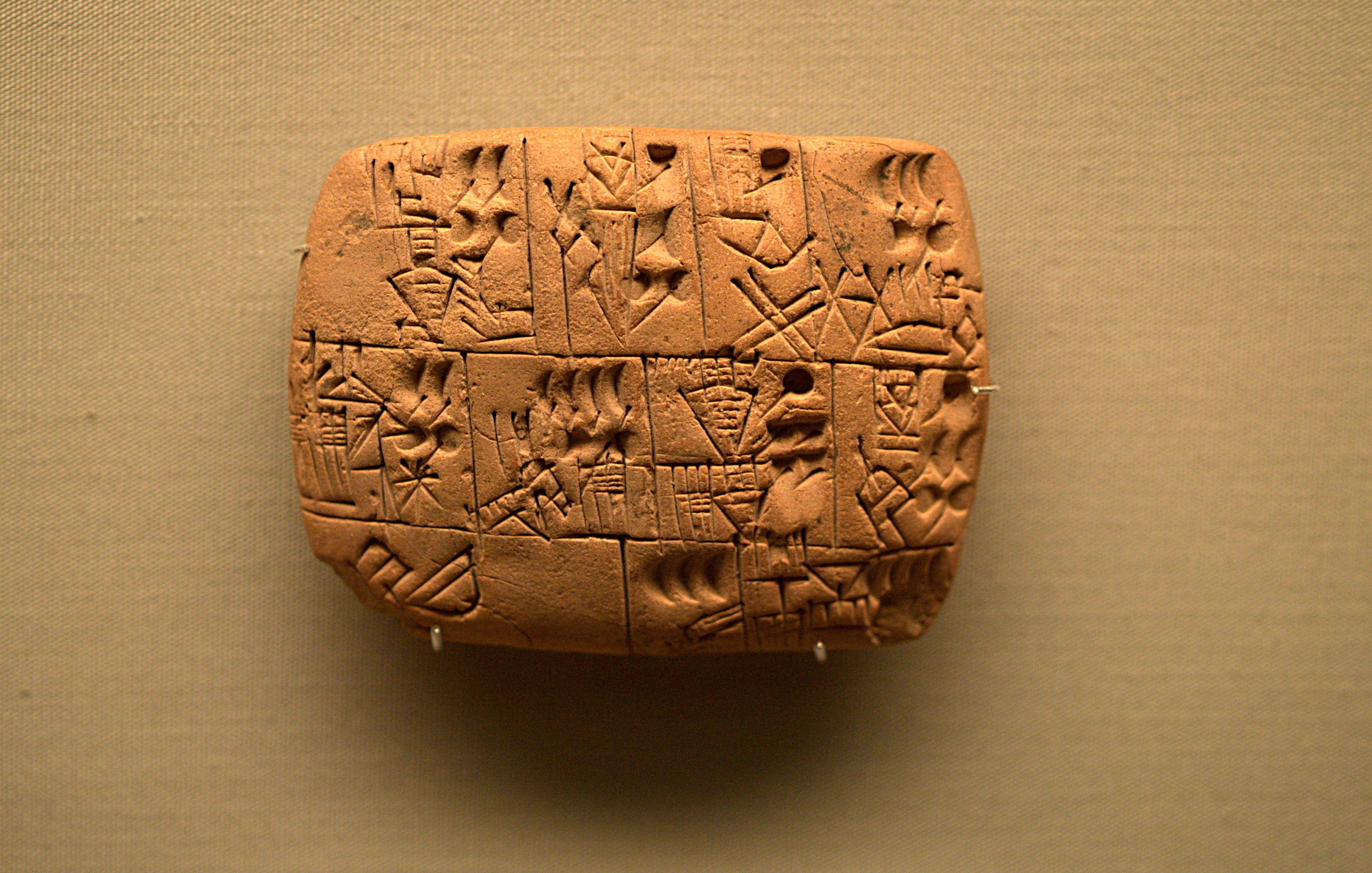
Клинописний запис
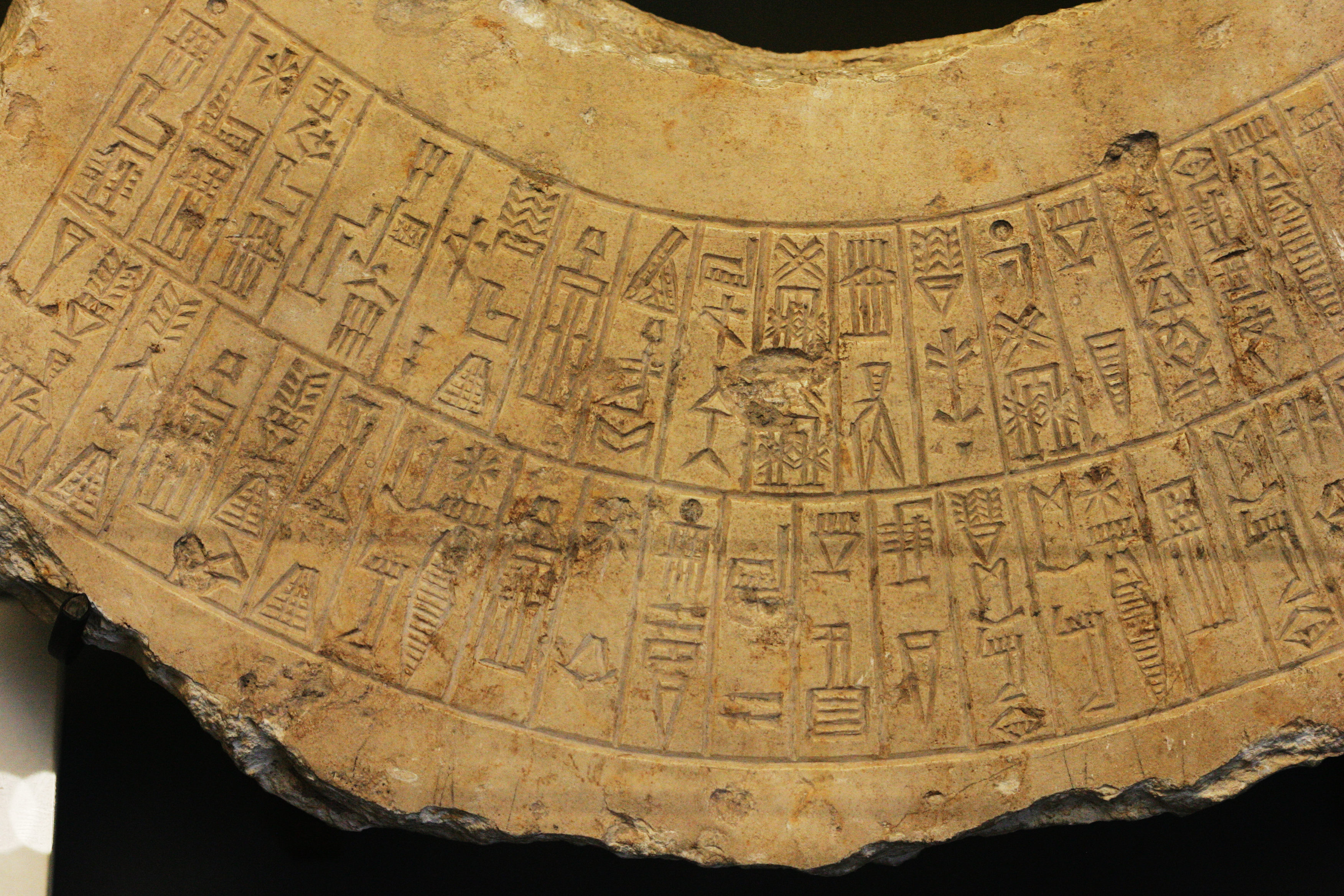
Напис Нарам-Суена (Лувр)

## Храмове господарство

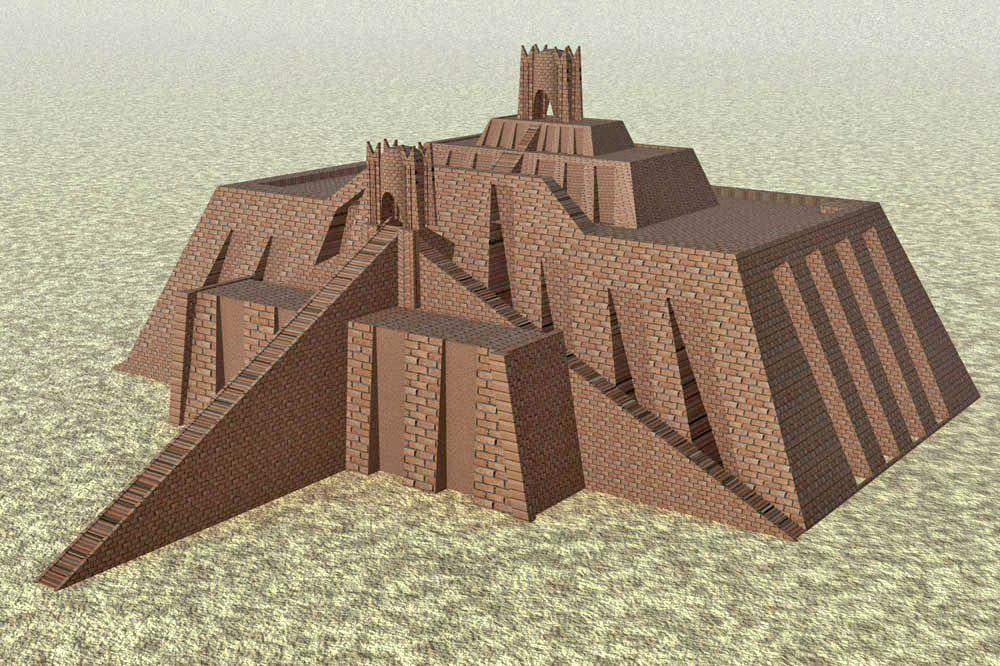
Приблизно так виглядав типовий зикурат в давнину

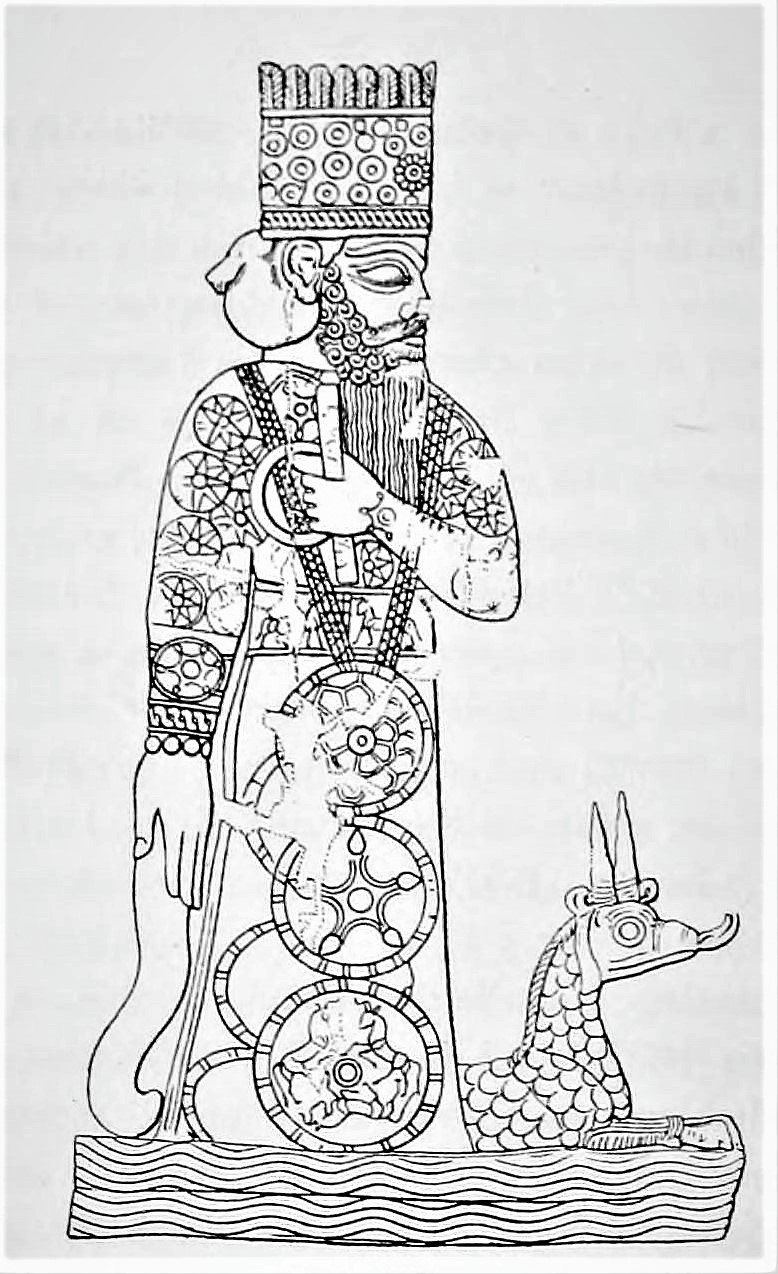
Мардук — верховний бог Межиріччя, бог-покровитель міста Вавилона після 2024 до н. е.

Всі документи походять з господарського архіву храму Еанна, що належав богині Інанні, навколо якого консолідувалося місто Урук, і з аналогічного храмового архіву, знайденого на городищі Джемдет-Наср. З документів видно, що в храмовому господарстві було безліч спеціалізованих ремісників і чимало полонених рабів і рабинь, однак раби-чоловіки, ймовірно, зливалися із загальною масою залежних від храму людей — у всякому разі, так, безперечно, було двома століттями пізніше. З'ясовується також, що громада виділяла великі ділянки землі своїм головним посадовим особам — жерцеві-віщуну, головному судді, старшої жриці, старшині торгових агентів. Але левова частка діставалася жерцеві, який носив звання ен.
Ен був верховним жерцем в тих громадах, де верховним божеством шанувалася богиня; він представляв громаду перед зовнішнім світом і очолював її раду; він же брав участь в обряді «священного шлюбу», наприклад з богинею Інанною Уруцькою — обряді, який мабуть вважався необхідним для родючості всієї Уруцької землі. У громадах, де верховним божеством був бог, існувала жриця-ен (іноді відома і під іншими титулами), яка також брала участь в обряді священного шлюбу з відповідним божеством.
Земля, виділена ену, — ашага-ен, або ніг-ен, — поступово стала храмовою землею; урожай з неї йшов в запасний страховий фонд громади, на обмін з іншими громадами та країнами, на жертви богам і на утримання персоналу храму — його ремісників, воїнів, землеробів, рибалок та ін. (жерці зазвичай мали свою особисту землю в громадах крім храмової). Хто обробляв землю ніг-ена в протописьменности період, нам поки не зовсім ясно; пізніше її обробляли ілоти різного роду. Про це нам розповідає архів з сусіднього з Уруком міста — архаїчного Ура, а також деякі інші; вони відносяться вже до початку наступного, Ранньодинастичного періоду.

## Культура
Вавилоно-ассирійська культура, культура народів, що населяли в давнину, в IV–III тисячоліттях до н. е., Месопотамію — Дворіччя Тигра і Євфрата (територія сучасного Іраку), — шумерів і аккадців, вавилонян і ассирійців, що створили великі держави — Шумер, Аккад, Вавилонію і Ассирію, характеризується високим рівнем науки, літератури і мистецтва, з одного боку, і переважанням релігійної ідеології — з іншого.
Найдавніша культура Межиріччя — шумеро-аккадська (від назви двох частин території, південної та північної).
Безліч джерел свідчать про високі астрономічні і математичні досягнення шумерів, їх будівельне мистецтво (саме шумери побудували першу в світі ступінчасту піраміду). Вони автори найдавнішого календаря, рецептурного довідника, бібліотечного каталогу. Однак, мабуть, найвагомішим внеском стародавнього Шумеру у світову культуру є «Сказання про Гільгамеша» («все що бачив») — найдавніша на землі епічна поема. Герой поеми, напівлюдина-напівбог, борючись з численними небезпеками і ворогами, перемагаючи їх, пізнає сенс життя і радість буття, дізнається (вперше в світі!) гіркоту втрати друга і невідворотність смерті.
Записана клинописом, яка була спільною системою писемності для розмовляючих на різних мовах народів Межиріччя, поема про Гільгамеша є великою пам'яткою культури Стародавнього Вавилона. Вавилонське царство об'єднало північ і південь — області Шумеру й Аккаду, ставши спадкоємцем культури древніх шумерів. Місто Вавилон досягло вершини величі, коли цар Хаммурапі (роки правління 1792 — 1750 до н. е.) зробив його столицею свого царства. Хаммурапі прославився як автор першої в світі збірки законів, відомих як Закони Хаммурапі (звідки до нас дійшов, наприклад, вираз «око за око, зуб за зуб»).
Історія культур Межиріччя дає приклад протилежного типу культурного процесу, а саме: інтенсивного взаємовпливу, культурного наслідування, запозичень і спадкоємності.
Вавилоняни внесли у світову культуру позиційну систему числення, точну систему вимірювання часу, вони першими розділили годину на 60 хвилин, а хвилину на 60 секунд, навчилися вимірювати площу геометричних фігур , відрізняти зірки від планет і присвятили кожен день ними ж придуманого семиденного тижня окремому божеству (сліди цієї традиції збереглися в назвах днів тижня в романських мовах). Залишили вавилоняни нащадкам і астрологію, псевдонауку про передбачуваний зв'язок людських доль з розташуванням небесних світил. Все це — далеко не повне перерахування спадщини вавилонської культури.